# Паннир, Рудольф
Рудольф Эрнст Макс Паннир (нем. Rudolf Ernst Max Pannier; 10 июля 1897, Гера — 9 августа 1978, Гамбург) — немецкий офицер, штандартенфюрер СС и оберст охранной полиции. Кавалер Рыцарского креста Железного креста.

## Биография
1 мая 1917 года призван на службу в Имперскую армию, служил в 9-м армейском корпусе. После окончания Первой мировой войны был членом фрайкоров, которые действовали в Шлезвиг-Гольштейне и Курляндии. 7 января 1920 поступил на службу в полицию.
С 1 апреля 1942 года воевал на Восточном фронте, командир 1-го батальона 2-го полицейского стрелкового полка. 11 мая 1942 года вступил в СС (удостоверение №465 891) и переведен в войска СС. В июне-июле 1942 года — начальник штаба командира войск СС в Нидерландах, после чего назначен командиром призывного отдела 4-й полицейской дивизии СС. В октябре-ноябре 1943 года — командир отдела подкреплений СС и полиции в Центральной России. С ноября 1943 года — командир 33-го истребительного полка СС. С 23 сентября 1944 года и до конца войны — командир 31-го гренадерского полка войск СС (галицкого №3) 14-й гренадерской дивизии войск СС (галицкой №1). 9 мая 1945 года был тяжело ранен в боях под Веной.

## Звания
- Запасной рекрут (1 мая 1917)
- Унтервахмистр полиции (7 января 1920)
- Вахмистр полиции (1923)
- Обервахмистр полиции (1923)
- Лейтенант полиции (1 апреля 1924)
- Обер-лейтенант полиции (1 июля 1927)
- Гауптман полиции (1 апреля 1932)
- Майор охранной полиции (5 января 1942)
- Штурмбаннфюрер СС (11 мая 1942)
- Оберштурмбаннфюрер СС и оберст-лейтенант охранной полиции (30 января 1943)
- Штандартенфюрер СС и оберст охранной полиции (9 ноября 1943)

## Награды
- Балтийский крест
- Немецкий имперский спортивный знак в серебре
- Почетный крест ветерана войны с мечами
- Памятная военная медаль (Венгрия)
- Памятная военная медаль (Австрия) с мечами
- Медаль за участие в Европейской войне (1915—1918) с мечами (Третье Болгарское царство)
- Медаль «В память 13 марта 1938 года»
- Железный крест 2-го класса (27 января 1942)
- Нагрудный знак «За ранение» в черном (28 января 1942)
- Железный крест 1-го класса (5 февраля 1942)
- Штурмовой пехотный знак в серебре (10 мая 1942)
- Рыцарский крест Железного креста (11 мая 1942)
- Медаль «За зимнюю кампанию на Востоке 1941/42» (1 августа 1942)
- Медаль «За выслугу лет в полиции»
  - 3-й степени (8 лет)
  - 2-го (30 января 1943) степени (18 лет)
- Крест Военных заслуг 2-го класса с мечами (1 декабря 1943)
- Орден Заслуг (Венгрия), офицерский крест с военным отличием и мечами (22 февраля 1944)
- Знак отличия для восточных народов 2-го класса в серебре (7 апреля 1944)
- Немецкий крест в золоте (28 апреля 1944)

## Галерея

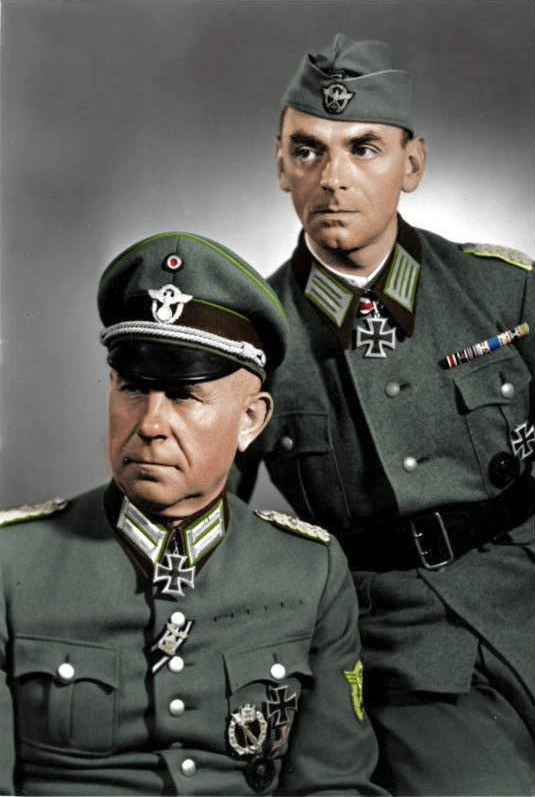
Паннир (справа) и Бернхард Гризе.
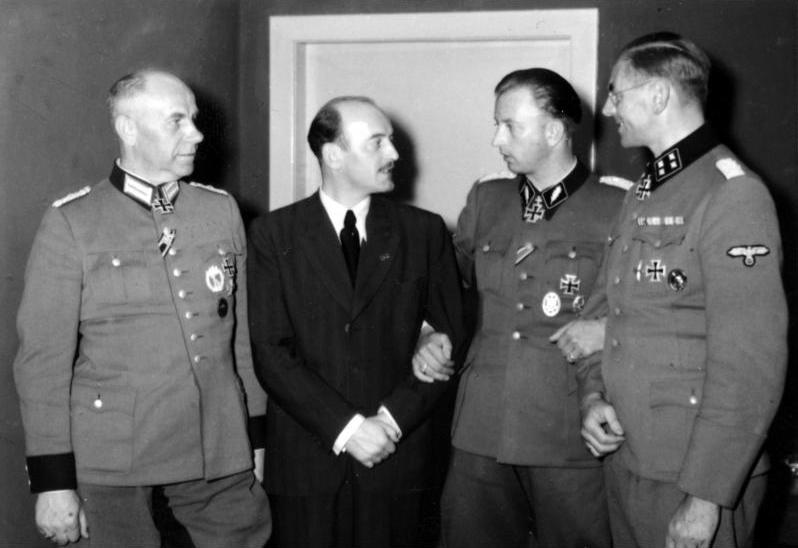
Слева направо: Бернхард Гризе, Хайнц Гедекке, Герман Фегелейн и Паннир.